# Алексије III Велики Комнин
Алексије III Велики Комнин (грч. Αλέξιος Γ΄ Μέγας Κομνηνός, 5. октобар 1338 – 20. март 1390) је био трапезунтски цар од 1349. до 1390. из династије Великих Комнина.
Био је син цара Василија Комнина и његове друге жене Ирене Комнин. Он је најбоље документовани владар тог царства, а његову владавину одликују бројне верске донације и књижевне креације. Алексије се првобитно звао Јован, али је променио име или у знак сећања на свог старијег брата који је прерано умро или у сећање на деду по оцу цара Алексија II.
Када је цар Василије умро 6. априла 1340. године наследила га је жена царица Ирина Палеолог која је сву децу свог мужа послала у Цариград, тако да је Алексије одгајан на византијском двору. Алексије се са 11 година враћа у Трепезунт на предлог цара Јована VI како би преузео престо од свог свргнутог стрица цара Михаила који је у међувремену затворен у манастир. Алексије 22. децембра 1349. године преузима титулу цара без противљена племства, које га је одмах прихватило, а крунисан је 21. јануара 1350. године. Већ следеће године, септембра 1351. године, цар Алексије III се у новоизграђеној цркви Светог Евгенија жени са Теодором Кантакузин, рођаком византијског цара Јована VI Кантакузина чиме знатно ојачава односе два царства. Цар Алексије III је годинама јачао своју позицију на двору, као и односе и са другим племићима, али и са суседним државама. Он је удајом својих ћерки за муслиманске принчеве обезбеђивао добре дипломатске односе са суседним муслиманским земљама.
Цар Алексије III је умро 20. марта 1390. године, а наследио га је син цар Манојло III. Током своје дуге владавине цар Алексије III је обновио престоницу и још неке градове који су страдали у ранијим сукобима и дао великодушне донације манастирима, посебно манастиру Сумела, али је и основао манастир Дионисијат на Светој Гори.

## Младост и владавина
Када је цар Василије умро 6. априла 1340. године, наследила га је његова прва жена царица Ирина Палеолог, она је сву децу свог умрлог мужа послала у Цариград заједно са мајком. Алексије је одгајан на византијском двору. Када му је било једанаест година, цар Јован VI Кантакузин га је послао у Трапезунт да замени свог свргнутог деда - стрица цара Михаила, који је био оруђе намесништва цара Јована V Палеолога које је цар Јован VI Кантакузин збацио. Алексије је стигао у Трапезунт 22. децембра 1349. године, и без противљења га је прихватило за цара племство на челу са мега дуксом Никитом Схоларијем. Тада је преузео име Алексије и крунисан је 21. јануара 1350. године, у пратњи своје мајке царице Ирине и Јована Лазаропула. Алексијева позиција је сачувана затварањем свргнутог цара Михаила у манастир.
Године 1351. веза са царем Јованом VI Кантакузином ојачана је даљим дипломатским иницијативама. Свргнути цар Михаило је прогнан у Цариград, а цар Алексије III се 20. септембра 1351. године, у новоизграђеној цркви Светог Евгенија оженио Теодором Кантакузин, рођаком византијског цара Јована VI. За сада, цар Алексије III је био прихваћен за цара због своје младости и, да цитирамо Вилијама Милера, „није се очекивало да донесе мир држави, коју је претходну деценију разарана љубомором и амбицијама ривалских банди ловаца на племенита места“. Док су се аристократе међусобно препирале, цар Алексије III је очајавао сигурност у својој престоници и повукао се у приобални замак Триполис.
Младог цара Алексија III подржавала је његова мајка царица Ирена и неки лојални генерали и дворјани, укључујући Михаила Панарета, чија је лаконска хроника главни извор о политичкој историји Трапезунтског царства. Са њима је потчињавао једног по једног непокорног племића. Цар Алексије III и његов двор додатно су учврстили своју позицију неговањем мирних односа са Туркменима и брачним савезима попут оног између цареве најстарије сестре Марије и Фахрудина Кутлубега из Ак Којунлуа 1352. године.
Како се Алексијева позиција поправљала, мање се ослањао на "творца владара"  мега дукса Никиту Схоларија. До јуна 1354. године, мега дукс Никита Схоларије је био приморан да побегне у Керасунт, где је припремио флоту која се састојала од једне галије и једанаест мањих бродова који су пловили против Трапезунта у марту 1355. године. Побуњеници су схватили да неће моћи да победе и одустали су од свог похода. Цар Алексије III је опремио сопствену флоту од галија и неколико мањих бродова, и у мају је отпловио у Керасунт у пратњи своје мајке царица Ирене и митрополита Трапезунта, и освојио је град у одсуству мега дукса Никите Схоларија. Царева коњица је опседала последњу тврђаву одану мега дуксу Никити, Кенхрину, и издејствовала њену предају. Мега дукс Никита и његове аристократске присталице су заробљени и одведени у Трапезунт, тамо је и умро 1360. године.

Никитиним затварањем, Маихаило Панарет прекида описивање грађанског рата. Већина писаца закључује да ово значи да је грађански рат завршен, али покушај Кавасита и других племића да убију цара Алексија III 1363. године, може бити део тог сукоба. Цар Алексије III је избегао њихову заседу и касније, уз помоћ оданих војника, све их похапсио. Митрополит Нифон је рашчињен због саучесништва у завери и следеће године умире затворен у манастиру. Заменио га је царев присталица Јован Лазаропул, који је постао митрополит Трапезунтски под монашким именом Јосиф. Упркос победама над племићима, цар Алексије III је показао уздржаност и спремност на компромис тако што је давао повеље племићким породицама које су им потврдиле поседовање њихове земље.
- Реконструкција фреске: у средини - цар Алексије III Велики Комнин; лево - царева супруга, царица Теодора Кантакузин; десно - царева мајка - царица Ирина Трапезунтска.

## Спољни послови
Цар Алексије III је почео да се бави јачањем границе против Туркмена пре краја грађанских немира. У томе је био мање успешан и претрпео је велики пораз у бици 1355. године. Цар Алексије III и Панарет су једва успели да спасу главе. Напад Хаџи Омара, емира Халивије, на Мацуку, неутралисан је дипломатијом, а он је ожењен Алексијевом сестром Теодором 1358. године. Цар Алексије III је наставио ову политику тражења дипломатских савеза са суседним муслиманским принчевима, удајом четири његове ћерки; пета, Ана Велика Комнина, постала је друга жена грузијског краља Баграта V.
Цар Алексије III такође није био у стању да истисне Ђеновљане и Млечане са њиховог доминантног положаја у трговини у Трапезунтском царству. Положај Венеције је опао након што је Леонкастрон уступио Ђеновљанима 1349. године, а 1360. године, цар Алексије III је покушао да обнови трговинске односе са Венецијом како би умањио моћ Ђеновљана. Године 1364. потврдио је Млечанима њихове старе привилегије и одредио им депо „испод манастира светог мученика Теодора Гавре“. Али Млечани нису били задовољни својим добицима и љубоморно су се свађали са Ђеновљанима. Уследио је још један уступак Венецији 1367. године, који је постепено смањивао неке од дажбина које су се наплаћивале на венецијанску трговину.
Ипак, Алексијев покушај да искористи трговину италијанских република довео је до знатног негодовања. Године 1373. Млечани су склопили заверу са деспотом Добротицом од Добруџе (непријатељем Ђеновљана) да на трон Трапезунта наметне свог зета деспота Михаила Палеолога, млађег сина цара Јована V Палеолога. Деспот Михаило Палеолог се појавио пред Трапезунтом са два велика брода и једним малим, и остао тамо пет дана док није одустао од план и отишао. Односи са Венецијом су поправљени, али иако је цар Алексије III додатно смањио дажбине које је прикупио од Млечана 1381. године, њихова трговина са Трапезунтом је наставила да опада.
Цар Алексије III је умро 20. марта 1390. године, а наследио га је син Манојло III. Током своје дуге владавине, цар Алексије III је санирао физичку штету у престоници, новчано помагао неколико манастира, посебно манастир Сумела, и основао манастир Дионисијат на Светој Гори. Ентони Брајер објашњава да је ова великодушност била последица низа конфискација након пораза племића који су се супротстављали снажној централној влади, постављајући временски оквир који показује како је, пошто су архонти погубљени и њихова имовина враћена круни, он могао да поново оснује манастире као што су Свети Фока у Кордилу (1362. године), Сумела (1364. године), Дионисијат (1374. године) и Теоскепас (1376. године). „Овај редослед обнове, или проширења, царске земље, који је траг за тријумф цара Алексија III над његовим земљопоседничким ривалима, довољно је јасан.“

## Деца
Цар Алексије III и царица Теодора Кантакузин су имали седморо деце:
- Ана (1357 – после 1406), која се удала за грузијског краља Баграта V
- Василије (1358–1377)
- Манојлo III (1364–1417), цар 1390–1416. Ожењен Гулкхан-Евдокијом од Грузије.
- Евдокија, која се удала за Таједина, емира Лимније 8. октобра 1379. године.[22] Други брак је склопила са Константином Драгашем (Дејановићем).
- Неименована ћерка, која се удала за Сулејман Бега, емира Халивије.
- Још једна неименована ћерка, која се удала за Мутахартен, емира Ерзинџана.
- Трећа неименована ћерка, која се удала за Кара Османа, поглавицу Ак Којунлуа.

Са неименованом љубавницом, цар Алексије III је такође имао најмање два ванбрачна сина:
- Андроник (1355–1376), који се оженио Гулкхан-Евдокијом, кћерком грузијског краља Давида IX, али је убрзо након венчања умро а Евдокија се удала за његовог брата Манојла III[23]
- Јован.

## Породично стабло
| \| \| \| \| \| \| \| \| 4. Алексије II Велики Комнин \| \| \| \| \| \| \| \| \| \| \| \| \| \| \| \| \| \| \| \| \| \| \| \| \| \| \| \| \| \| \| \| \| \| \| \| \| \| \| \| \| \| 2. Василије Велики Комнин \| \| \| \| \| \| \| \| \| \| \| \| \| \| \| \| \| \| \| \| \| \| \| \| \| \| \| \| \| \| \| \| \| \| \| \| \| \| \| \| \| \| \| \| \| \| \| \| 5. Џијаџак Џакели \| \| \| \| \| \| \| \| \| \| \| \| \| \| \| \| \| \| \| \| \| \| \| \| \| \| \| \| \| \| \| \| \| \| \| \| \| \| \| \| \| \| \| \| \| \| \| \| 1. Алексије III Велики Комнин \| \| \| \| \| \| \| \| \| \| \| \| \| \| \| \| \| \| \| \| \| \| \| \| \| \| \| \| \| \| \| \| \| \| \| \| \| \| \| \| \| \| \| \| \| \| \| \| \| \| \| \| \| \| \| \| \| \| \| \| \| \| \| \| \| \| \| \| \| \| \| \| \| \| \| \| \| \| \| \| \| \| \| \| \| \| \| \| \| \| \| \| \| \| \| \| 3. Ирена Комнина \| \| \| \| \| \| \| \| \| \| \| \| \| \| \| \| \| \| \| \| \| \| \| \| \| \| \| \| \| \| \| \| \| \| |                               |  |  |  |  |  |                              |  |  |  |
| |                               |  |  |  |  |  | 4. Алексије II Велики Комнин |  |  |  |
| |                               |  |  |  |  |  |                              |  |  |  |
| |                               |  |  |  |  |  |                              |  |  |  |
| |                               |  |  |  |  |  |                              |  |  |  |
| | 2. Василије Велики Комнин     |  |  |  |  |  |                              |  |  |  |
| |                               |  |  |  |  |  |                              |  |  |  |
| |                               |  |  |  |  |  |                              |  |  |  |
| |                               |  |  |  |  |  |                              |  |  |  |
| | 5. Џијаџак Џакели             |  |  |  |  |  |                              |  |  |  |
| |                               |  |  |  |  |  |                              |  |  |  |
| |                               |  |  |  |  |  |                              |  |  |  |
| |                               |  |  |  |  |  |                              |  |  |  |
| | 1. Алексије III Велики Комнин |  |  |  |  |  |                              |  |  |  |
| |                               |  |  |  |  |  |                              |  |  |  |
| |                               |  |  |  |  |  |                              |  |  |  |
| |                               |  |  |  |  |  |                              |  |  |  |
| |                               |  |  |  |  |  |                              |  |  |  |
| |                               |  |  |  |  |  |                              |  |  |  |
| |                               |  |  |  |  |  |                              |  |  |  |
| |                               |  |  |  |  |  |                              |  |  |  |
| | 3. Ирена Комнина              |  |  |  |  |  |                              |  |  |  |
| |                               |  |  |  |  |  |                              |  |  |  |
| |                               |  |  |  |  |  |                              |  |  |  |